# Tegrodera
Tegrodera is een geslacht van kevers uit de familie oliekevers (Meloidae).
Het geslacht is voor het eerst wetenschappelijk beschreven in 1851 door LeConte.

## Soorten
Het geslacht omvat de volgende soorten:
- Tegrodera aloga Skinner, 1903
- Tegrodera erosa LeConte, 1851
- Tegrodera latecincta Horn, 1891